# 薛伟
薛伟（1971年—），上海人，中国前男子游泳运动员，曾获得1994年亚洲运动会游泳比赛男子200米蝶泳金牌。